# Ludwig Achepohl
Ludwig Achepohl (mort en 1902) est un botaniste (paléobotaniste) prussien.

## Publications
- (de) Das Niederrheinisch-Westfälische Steinkohlengebirge: Atlas der fossilen Fauna und Flora in 42 Blättern, nach Originalen photographirt und 4 lithographirte Blätter, nebst vier geognostischen Tafeln, alle Flötze der Horizonte Oberhausen, Essen, Bochum und Dortmund nach mittleren Abständen, im Massstabe von 1:2000 darstellend, 1883 (lien sur BHL).